# 劉歩蟾
劉歩蟾（りゅう ほせん、1852年 - 1895年2月10日）は、清朝末期の海軍軍人である。字は子香。北洋艦隊の高級将校であり、北洋艦隊旗艦「定遠」の艦長だった。日清戦争中、日本軍が北洋艦隊の最後の防衛地点である威海まで迫った際、劉歩蟾は「定遠」の自沈を命じ、その後劉公島で自決した。最終階級は提督である。

## 生涯
劉歩蟾は1852年に福建省福州府で生まれた。幼い時に父を亡くした。1867年に福州船政学堂に入学し、1871年に練習艦「建威」に乗船して、アモイ、香港、シンガポール、渤海湾などを航海した。1872年に船政学堂後学堂の第1期生として卒業した。1875年、練習艦「建威」艦長に任命された。1877年、清朝政府は海軍軍人12人を選抜してイギリスの王立海軍大学に留学させ、劉歩蟾はその1人となった。劉歩蟾は士官候補生として、英国海軍の2隻の艦船で訓練を受けた。1隻目は装甲フリゲート「マイナトー」で、海峡艦隊の旗艦だった。次に、主席一等航海士見習いとして巡洋艦「ラレー」に乗艦した。ただし、見習いはただ見ているだけで、操艦は許されなかった。1878年に中国に戻り、北洋艦隊の鎮東級砲艦「鎮北」艦長に就任した:85。

### 北洋艦隊
1881年、李鴻章はドイツから2隻の甲鉄砲塔艦（後の「定遠」「鎮遠」）を購入することを決定し、劉歩蟾をドイツの造船所へ派遣して建造と受け入れの監督および中国への回航を命じた。1885年、劉歩蟾は「定遠」に乗って帰国し、副将に昇進して「定遠」の艦長を任命された。1888年、北洋艦隊が設立された。劉歩蟾は「北洋艦隊規則」の策定に参加し、右翼総兵に任じられた。李鴻章は朝廷への密奏の中で、劉歩蟾のことを「偉大な才能を持った人物」と評していた。

### 撤旗事件
1890年初頭、北洋艦隊は冬の間香港に停泊していた。2月24日、提督の丁汝昌が海南を哨戒するために艦隊を一時離れた。3月6日、旗艦「定遠」に掲げられていた提督旗が突然降ろされ、代わりに総兵旗が掲げられた。「北洋艦隊規則」によると、艦隊には提督1人と総兵2人が置かれる。提督の下では右翼総兵が最高位となる。右翼総兵で「定遠」艦長の劉歩蟾が、艦隊を代行で指揮するために旗を変えるように指示したのだった。これに対し、イギリスから派遣されていた海軍顧問のウィリアム・ラング（William Lang、琅威理）大佐が異議を唱えた。丁提督が艦隊を離れたとはいえ、「副提督」の立場である自分が艦隊にいるのだから、提督旗は掲げたままにするべきだとラングは考えていた。劉歩蟾が従わなかったため、ラングは李鴻章に指示を仰いだ。李鴻章は、北洋艦隊規定によれば提督の職は艦隊に1つだけであり、「副職」などというものはないとした。6月25日、北洋艦隊が天津に到達した後、丁汝昌とラングは李鴻章と撤旗事件について話し合ったが、李鴻章は劉歩蟾の行動を支持した。ラングは怒りに任せてその場で海軍顧問を辞任すると伝え、李鴻章はそれを受理した。イギリスに帰国したラングは、清での屈辱的な体験を公表し、大騷動となった。イギリス外務省は、この件により、清にいる全てのイギリス人顧問を帰還させることさえ考えた。11月4日、イギリス政府は、新しい海軍顧問を招聘したいという李鴻章からの要求を拒否し、一部の在清職員を引き上げ、清国海軍からの留学生を今後は受け入れないと発表した。

### 黄海海戦
1894年の日清戦争勃発前、劉歩蟾は、日本が海軍を発展させており、それに対抗するために北洋艦隊に新しい艦を毎年導入しなければならないと、李鴻章に繰り返し伝えていた。しかし、李鴻章は、当時の政治状況の中では北洋艦隊のために艦艇や砲を増やすことができなかった。日清戦争が勃発後の9月17日、北洋艦隊は黄海で日本艦隊と遭遇し、黄海海戦が始まった。
劉歩蟾が艦長を務める「定遠」が清国海軍の主力だった。昼から午後まで続いた戦いで、「定遠」は多数の被弾を受けた。戦闘開始時に提督の丁汝昌が重傷を負ったため、実質的に劉歩蟾が艦隊の指揮を執っていた。劉歩蟾は、「艦を失った時には自決する」と誓いを立てて、少しも後退することがなかった。黄海海戦の後、提督に昇進した。
1895年2月4日、日本の魚雷艇が威海威を攻撃し、「定遠」は被弾・浸水し擱座した。「定遠」はそれでも砲台として砲撃を続け、何度かの日本の攻撃を撃退した。2月9日、日本陸軍が海岸の砲台を占領し、そこからの砲撃を受けて「定遠」は損傷した。劉公島の陥落を目前にして、劉歩蟾は日本軍による鹵獲を防ぐために「定遠」を自沈させた。同日の夜、劉歩蟾はアヘンを服用して自決した。清朝政府は遺族に賞恤金を支払った。

## 評価
馬幼垣は劉歩蟾のことを、「単に外国へ行っただけで留学をしたふりをしていただけの臆病者」だと指摘した。馬幼垣は、日本の海軍大将・東郷平八郎と劉歩蟾の経歴を比較して、東郷は様々な軍艦に乗船し、劉に欠けていた様々な艦種の艦船に精通していたことと、外洋任務の経験を持っていたことを挙げている:81-82。
20世紀半ばまで、多くの歴史書で黄海作戦での劉歩蟾の活躍が過小評価されてきた。それが、当時「定遠」に乗艦していた元英海軍軍人ウィリアム・タイラー（William Tyler、戴楽爾）が戦後30年を経て出版した回顧録"Pulling Strings in China"により一変した。タイラーは商船学校のウースター協会（東郷平八郎もここを卒業した）で航海術を学んだ。中国に来る前に、アフリカの南端から南アメリカの南端までの南緯40度を越える航海を経験したり、多くのイギリスの軍艦に乗艦した。しかし、海軍での経験は劉歩蟾には及ばなかった。タイラーが北洋艦隊に加わった後に黄海海戦があった。黄海海戦ではタイラーは「定遠」の副長を務めた。